# Habitante en la Oscuridad
El Habitante en la Oscuridad fue un demonio ficticio que aparece en los cómics estadounidenses publicados por Marvel Comics. Es un demonio, uno de los Señores del Miedo, que se ha enfrentado al Doctor Strange.
El demonio hizo su debut cinematográfico en el Universo cinematográfico de Marvel para Shang-Chi y la leyenda de los Diez Anillos (2021).

## Historial de publicaciones
El Habitante en la Oscuridad fue mencionado por primera vez en Thor # 229-230 (noviembre-diciembre de 1974), por Gerry Conway y Rich Buckler. El personaje se revela completamente por primera vez en Doctor Strange # 30 (agosto de 1978), de Roger Stern y Tom Sutton.
El personaje aparece posteriormente en Doctor Strange # 32-33 (diciembre de 1978, febrero de 1979), # 35-37 (junio-octubre de 1979), Fantastic Four Annual # 23 (1990), Doctor Strange # 31-33 (julio-septiembre de 1991) ), # 38-40 (enero-marzo de 1992) y Adventures of the X-Men # 11-12 (febrero-marzo de 1997).
El Habitante en la Oscuridad recibió una entrada en The Official Handbook of the Marvel Universe: Horror # 1 (2005).

## Biografía ficticia
El Habitante en la Oscuridad es un demonio presuntamente engendrado por el Cthulhu, de la dimensión Everinnye, como el demonio Pesadilla. El Habitante fue rechazado por su gente por seguir "El Camino del Shamblu". Como Pesadilla, el Habitante se alimenta del miedo a los seres vivos; el miedo aumenta sus poderes y lo mantiene vivo.
En el universo que existía antes de la realidad actual, el Habitante provocó una fractura en el Cristal M'Kraan para provocar la destrucción del universo y absorber el miedo que esto causaría en cada ser que existía. Sin embargo, justo antes de que el cristal se hiciera añicos, la Fuerza Fénix se acercó telepáticamente a las mentes de toda la vida y las unió en paz, frustrando el plan del Habitante. Cuando el universo llegó a su fin, nació el actual Universo Marvel.
En este nuevo universo, cuando llegó por primera vez a la Tierra, el Habitante en la Oscuridad se alimentó de los miedos creados por la guerra entre los humanos de la Atlántida y los  Deviants de Lemuria. La hechicera Atlante Zhered-Na descubrió la existencia del Habitante y lo desterró con la ayuda de Agamotto y el dios Atlante Valka. Cuando Atlantis se hundió, el Habitante absorbió el miedo de los habitantes y lo usó para crear a D'Spayre y le ordenó que matara a Zhered-Na en venganza. D'Spayre manipuló a un miembro de una tribu para matar a Zhered-Na y al estudiante de Zhered-Na, Dakimh el Encantador lucharía contra D'Spayre durante los próximos milenios, mientras que D'Spayre intentaba generar suficiente miedo en la Tierra para liberar a su creador. Durante este tiempo, el Habitante crearía otros seres con un propósito similar, incluida la demonia Rencor. D'Spayre seguiría siendo su creación más poderosa.
En el siglo XX, el Habitante apareció en los sueños de muchos humanos y les dijo que ganarían la vida eterna si moría. Estos humanos luego se matarían a sí mismos pero se convertirían en esclavos de la sombra, criaturas poderosas que servían al Habitante, pero eran vulnerables a la luz. Su plan fue detenido por los dioses Thor y Hércules que lucharon contra los esclavos de la sombra y los destruyeron. También inspiró a Zoltan Drago a convertirse en el primer Señor Miedo.
El Habitante crearía nuevos esclavos de la sombra. Estos esclavos de la sombra fueron destruidos por el Doctor Strange y Clea, pero no antes de que el Habitante finalmente se liberara de su prisión. El Habitante fue testigo de la destrucción de sus esclavos de la sombra por parte de Strange y Clea y determinó que eran la mayor amenaza para él en la Tierra. Durante los siguientes meses, trató de matar a Strange usando sirvientes como Dream-Weaver y varios demonios, pero Strange los derrotó a todos. Aun así, la determinación de Strange fue minada por los sirvientes del Habitante y se sintió abrumado por el miedo. El Habitante decidió que había derrotado a Strange y detuvo sus ataques.
Meses después, el Habitante reunió a los Señores del Miedo y les contó sus planes para crear el Gran Miedo: un terror que se apoderaría de la humanidad. De hecho, el Habitante esperaba que los otros Señores del Miedo fueran destruidos durante este plan por el Doctor Strange. La mayoría de los Señores del Miedo estuvieron de acuerdo, pero el Hombre de Paja, que fue benévolo con la humanidad, no estuvo de acuerdo con su plan y advirtió a Strange. Los Señores del Miedo destruyeron al Hombre de Paja antes de que pudiera decirle demasiado a Strange, pero solo mataron a uno de los muchos cuerpos del Hombre de Paja. El Gran Miedo comenzó como lo había planeado el Habitante; varios de los Señores del Miedo fueron destruidos por Strange y sus aliados, pero D'Spayre le contó a Pesadilla sobre los verdaderos planes del Habitante. Pesadilla y el Habitante lucharon, pero durante su batalla generaron tanto miedo que la humanidad dejó de temer y comenzó a desesperarse. Los dos no pudieron alimentarse de esta desesperación, pero D'Spayre sí lo fue y se volvió más poderoso que ellos dos. Al darse cuenta de que D'Spayre los había manipulado, el Habitante lo atacó, pero D'Spayre destruyó el cuerpo robótico del Habitante. Su cabeza, la única parte viva del Habitante, escapó.
Ojo de Halcón y Viuda Negra se involucraron en una misión contra algunos de los sirvientes del Habitante en la Oscuridad en nombre de los Vengadores Secretos.

## Poderes y habilidades
El Habitante tiene la capacidad de generar miedo en otros seres vivos. Este miedo a su vez sostiene y fortalece al Habitante, permitiéndole generar aún más miedo. También tiene otros poderes místicos indefinidos: puede crear criaturas independientes por miedo como D'Spayre y puede convertir a los humanos que mueren bajo su influencia en Shade Thralls, seres hechos de sombras con una fuerza sobrehumana. La luz fuerte puede matar o desterrar a estos esclavos.
El Habitante es inmortal, no envejece e incluso la hechicera Zhered-Na, asistida por seres poderosos como Agamotto y Valka, solo pudo desterrarlo, no destruirlo.
El "Camino del Shamblu", el camino elegido por el Habitante en la vida, implicaba un ritual en el que el Habitante quitaba la cabeza de su propio cuerpo. Su cuerpo murió, pero su cabeza vivió, ahora como un ser corpóreo, mientras que los otros habitantes de Everinnye son más etéreos. La cabeza del Habitante está unida a un cuerpo robótico, que posee una fuerza sobrehumana, pero puede desprenderse y moverse con los tentáculos cerca de su boca en caso de emergencia.

## Otras versiones

### Secret Wars 2099
Durante la historia de Secret Wars en el dominio de Battleworld de 2099, Martin Hargood (la versión 2099 de Barón Mordo) usó el laboratorio de irrealidad virtual de Alchemax para convocar al Habitante de la Oscuridad. Mientras tanto, Miguel O'Hara llamó a los Vengadores para defender la ciudad del Habitante en la Oscuridad permitiendo que los Defensores intervinieran sin ser arrestados. Mientras Iron Man, Silver Surfer, Roman el Sub-Marinero y Hulk se enfrentaron al Habitante en la Oscuridad, el resto de ambos equipos se enfrentaron a Hargood. Después de que Hargood fue noqueado, Strange pudo revertir los efectos del portal que trajo al Habitante en la Oscuridad y lo trajo de regreso a su lugar de origen.

## En otros medios

### Película
- El Habitante en la Oscuridad aparece en la película del Universo cinematográfico de Marvel, Shang-Chi y la leyenda de los Diez Anillos (2021).[5] Esta versión tiene una apariencia más parecida a la de un Guiverno y está representada como un demonio devorador de almas mantenido encarcelado durante miles de años por la gente de Ta-Lo. El Habitante usa sus poderes para convencer a Xu Wenwu de que él es la esposa fallecida de Wenwu, Ying Li, después de haber intentado un truco similar varias veces antes con otras personas, y manipula a Wenwu para que use sus Diez Anillos para liberarlo. El Habitante mata a Wenwu y hace que sus secuaces maten a Death-Dealer y a muchos otros después de ser liberado, pero es derrotado por Shang-Chi, Katy, Xialing y la Gran Protectora.

### Videojuegos
- En Marvel Avengers Academy, el Habitante en la Oscuridad aparece en el juego móvil, como el jefe del segundo capítulo del evento especial Doctor Strange.
- En el videojuego Marvel's Guardians of the Galaxy, el Habitante en la Oscuridad es una de las mascotas de Lady Hellbender.[6] Esta versión es más parecido a la original, pero sin cuerpo y mucho menos poderosa que las otras versiones, siendo fácilmente derrotado por los Guardianes de la Galaxia.